# Rákosník plavý
Rákosník plavý (Acrocephalus agricola) je pták patřící do čeledi rákosníkovití.

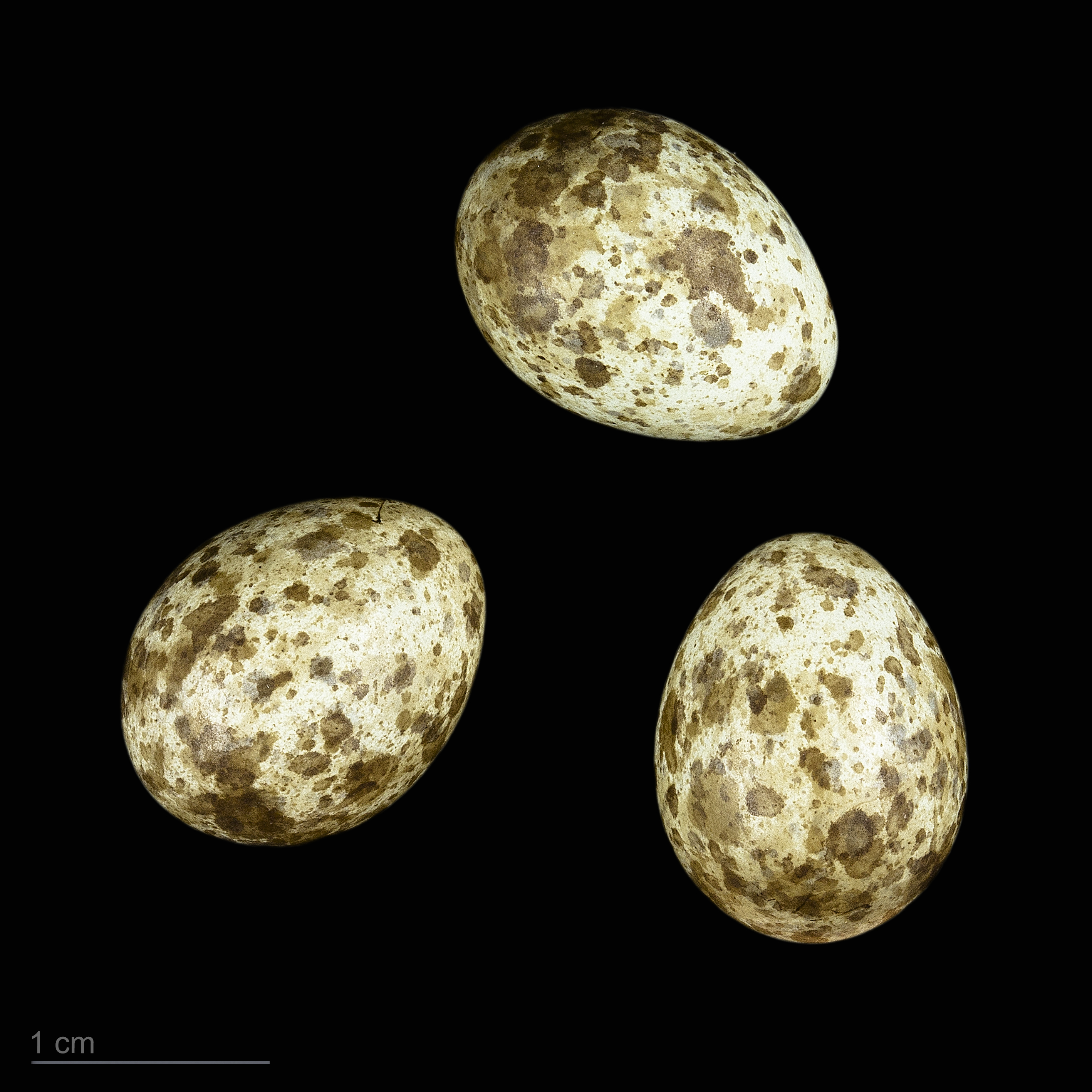
Acrocephalus agricola

## Popis
Rákosník plavý je malý tažný pěvec dosahující hmotnosti 7 až 10 g a délky těla 12 cm. V porovnání s vrabcem domácím je dvakrát menší a mnohem štíhlejší. Zbarvení je hnědavé se světlým nadočním proužkem. Pohlavní dimorfismus není vyvinutý a samec od samice se neliší.
Vzhledem připomíná rákosníka obecného, rákosníka zpěvného nebo budníčka menšího či většího. Mezi těmito druhy může dojít k záměně.

## Výskyt

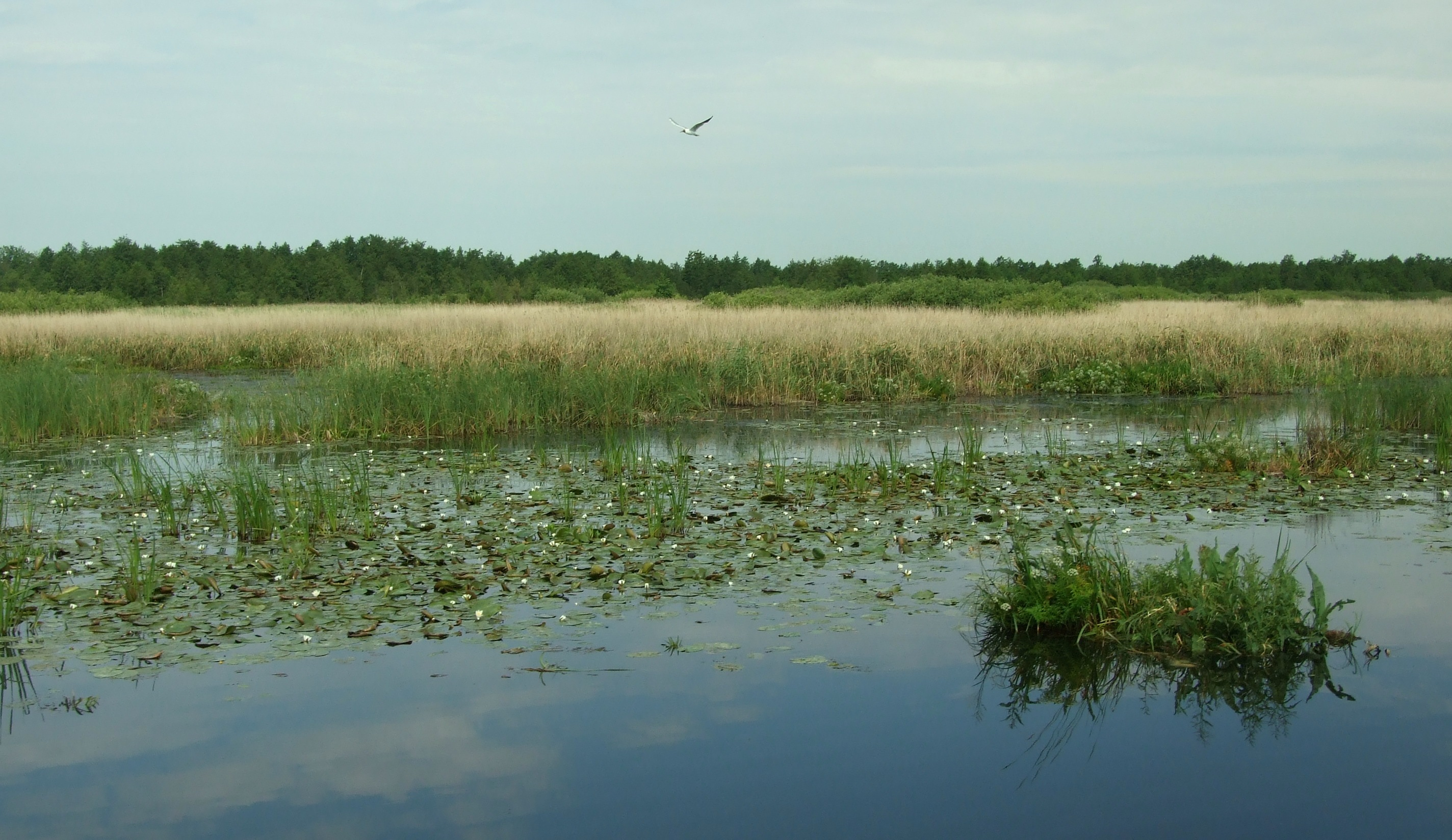
rákosí je přirozený biotop rákosníka plavého

V Evropě se jeho výskyt omezuje na jednu lokalitu v Bulharsku, Dunajskou deltu, jižní Ukrajinu a jižní část Ruska. Centrální areál, kde rákosník hnízdí se nachází v Kazachstánu a střední Asii. Do zbylých částí Evropy se rákosník plavý dostává v pohnízdním období. V České republice byl poprvé v historii zaznamenán jeho výskyt 27. 8. 2016.

## Chování
Hnízdí v rákosinách. Jejich noha je přizpůsobena určitému druhu rákosu, aby mohla při pohybu objímat stéblo. Hnízdo si staví z dlouhých listů rákosu ve výšce přibližně metr a půl. Hnízdí dvakrát za rok na přelomu jara a léta. Snáší v průměru 4 vejce. Rákosník plavý se živí převážně hmyzem, bobulemi a drobnými živočichy.